# Adrenalize (песня)
«Adrenalize» — песня американской группы In This Moment, второй сингл из альбома Blood, выпущен 1 февраля 2013 года.

## Клип
Режиссёром клипа стал Роберт Джон Клэй. Клип вышел 9 февраля 2013 года и был снят в малоизвестной больнице Linda Vista Community Hospital. Видео показывает Марию, привязанную к больничной койке, будучи под воздействием препаратов в маске медсестры, группу, поющую для всей больницы, мужчин и женщин в масках «Blood», которые веселятся, и чёрного ангела, блуждающего по коридорам. Видео заканчивается тем, что Мария становится другой медсестрой.
Клип был номинирован на премию «Jack Richardson Producer of the Year Award».

## Позиции в чартах
| Чарт (2013)                    | Позиция |
| ------------------------------ | ------- |
| US Mainstream Rock (Billboard) | 20      |
| US Active Rock (Billboard)     | 18      |